# Port lotniczy Belém-Val de Cães
Port lotniczy Belém (IATA: BEL, ICAO: SBBE) − port lotniczy położony w Belém, w stanie Pará, w Brazylii. W 2010 roku obsłużył 2,6 mln pasażerów.